# География Химачал-Прадеш
| Площадь             | 55,673 км²                   |
| Столица штата       | Шимла                        |
| Язык                | Хинди и Пахари               |
| Округа              | 12                           |
| Население           | 6,077,248 (по переписи 2001) |
| Уровень грамотности | 77 %                         |

Штат Химачал-Прадеш простирается на 55,673 км² и граничит с Джамму и Кашмиром и Ладакхом на севере, Пенджабом на юго-западе, Харьяной на юге, Уттаракхандом на юго-востоке, и Тибетом на востоке. Химачал — горный регион, богатый природными ресурсами.
Высоты от 450 метров до 6,500 метров над уровнем моря. Регион простирается от Сивалика (предгималаи) к высочайшим горам. Существует заметное увеличение высот с запада на восток и с юга на север.
В физико-географическом плане (с юга на север):
1. Внешние Гималаи (Сивалик)
2. Малые Гималаи (центральная зона)
3. Великие Гималаи (северная зона)

Сиваликская гряда состоит из холмов высотами около 600 метров над уровнем моря. Холмы состоят из рыхлых пород, поэтому велико выветривание и обезлесение.
Малые Гималаи постепенно повышаются к Дхауладхару и Пир-Панджалу. Повышение сильней в районе шимлских холмов, на юге от которых высокий пик — Чандни (3647 м). Севернее реки Сатледж, повышение равномерно.
Кангрская долина — продольная долина, что тянется у подножья Дхауладхарского хребта. Дхауладхар (что означает Белый пик) имеет высоты около 4 550 метров. И возвышается на 3,600 метров над Кангрской долиной. Пир-Панджал — самый крупный из хребтов малых Гималаев, он ответвляется от Великого Гималайского хребта в долине Сатледжа. В Пир-Панджале несколько перевалов и ледников. Рохтанг Ла (4,800 м) один из этих перевалов.
Великий Гималайский хребет (5,000-6,000 метров) проходит по восточной границе и разрезается Сатледжом. Некоторые знаменитые перевалы: Кангла (5,248 м), Бара Лача (4,512 м), Паранг (5,548 м) и Пин Парбати (4,802 м).
Занскарский хребет — самый восточный, отделяет Киннаур и Спити от Тибета. его пики возвышаются до 6,500 м. Известны пики: Шилла (7,026 м) и Риво Фаргьюл (6,791 м); это одни из высочайших пиков этого хребта. Там много ледников.
Химачал известен своей богатой флорой. Леса покрывают 38 % территории штата. Животных также довольно много.
Всего в Химачале 49 крупных и малых городов. Самым маленьким городком можно назвать Наина Деви и крупнейшим — Шимла всего в штате проживает 6,077,248 человек (данные на 2001 год, в 2011 году новая перепись). Горожан 7,5 % от всего населения. Большинство проживает в сельской местности.